# Édifice New York Life
Pour le siège à New York, voir New York Life Building.
L'Édifice New York Life (ou Édifice Quebec Bank) est un édifice à bureaux de Montréal. Inauguré en 1889, il est considéré avec ses huit étages, comme le premier gratte-ciel du Canada (quatre ans seulement après le Home Insurance Building de Chicago, inauguré en 1885 et considéré comme le premier gratte-ciel du monde). La façade principale donne sur la place d'Armes et une longue façade secondaire se retrouve sur la rue Saint-Jacques. Il est situé à côté de l'Édifice Aldred, au 511 de la place d'Armes.

## Historique
La compagnie d’assurance-vie New York Life fait débuter les travaux de ce prestigieux édifice de bureaux en 1887 dans le cadre de la construction de plusieurs bureaux régionaux en Amérique du Nord. Cet édifice comporte plusieurs nouveautés techniques pour Montréal et le Québec tels des ascenseurs hydrauliques, l’électricité et des réservoirs d’eau pour combattre les incendies. La conception est confiée à la firme d’architectes Babb, Cook & Willard, de New York. Le chantier dure deux ans et se termine au printemps 1889. 
La compagnie propriétaire fait de cet immeuble son siège social pancanadien, mais n’occupe que les 4e et 8e étages. Elle louera les autres espaces.
Présente dans l’immeuble jusqu’aux années 1940, la New York Life vend l'immeuble dès 1909 à la Banque de Québec qui sera elle-même absorbée par la Banque royale du Canada en 1917. La propriété de l’immeuble sera transférée à une entreprise liée à la Banque  royale, la Compagnie Montréal Trust (en). Elle y sera installée jusqu'en 1963. L’immeuble est rénové dans les années 1980, l’édifice retrouvant ainsi son lustre et l’une de ses clientèles privilégiées du début, les avocats. En 2007, deux unités d’habitation de type penthouse sont ajoutées en retrait sur le toit, les travaux donnant aussi lieu à la restauration complète de la balustrade.

## Galerie

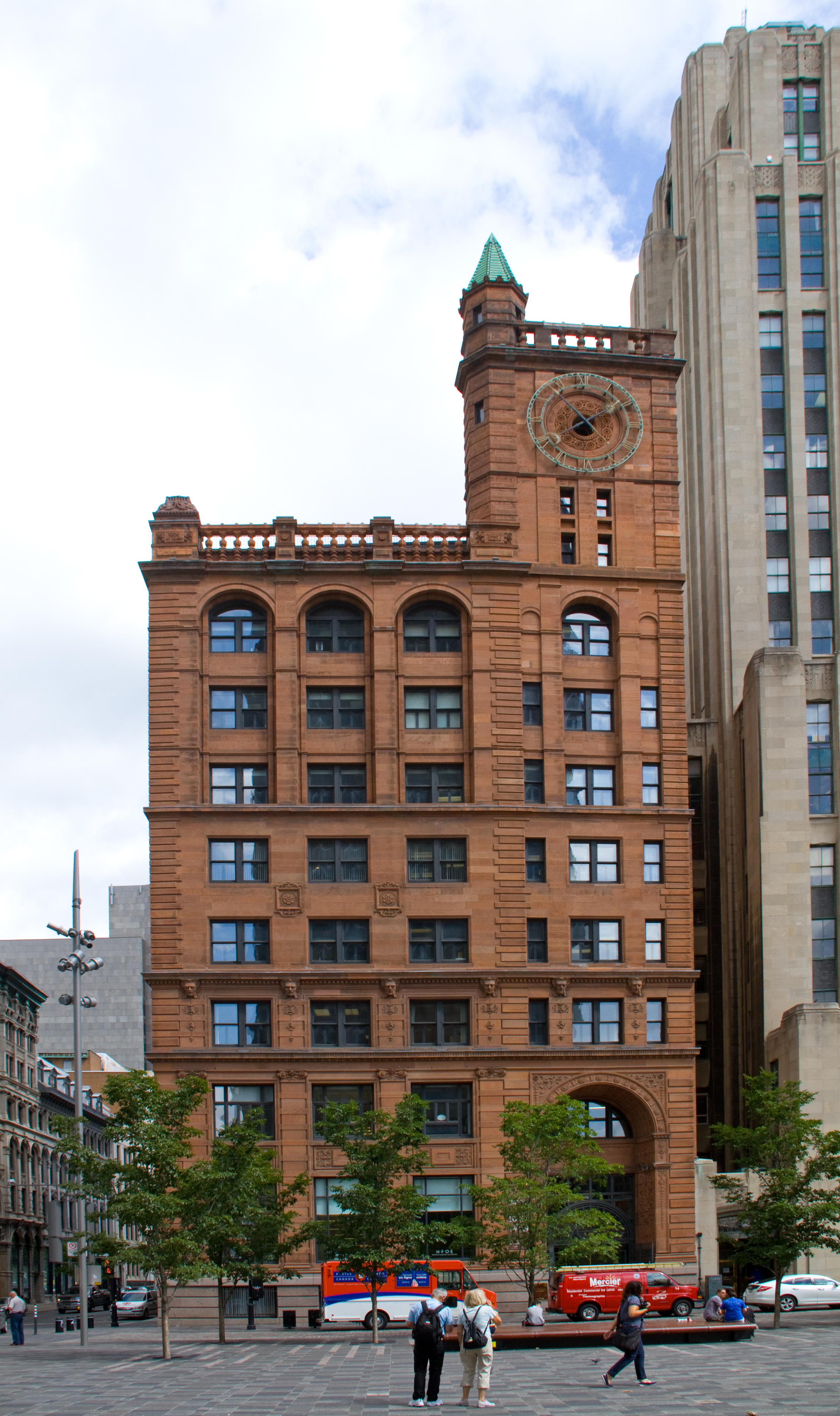
Vue de la façade
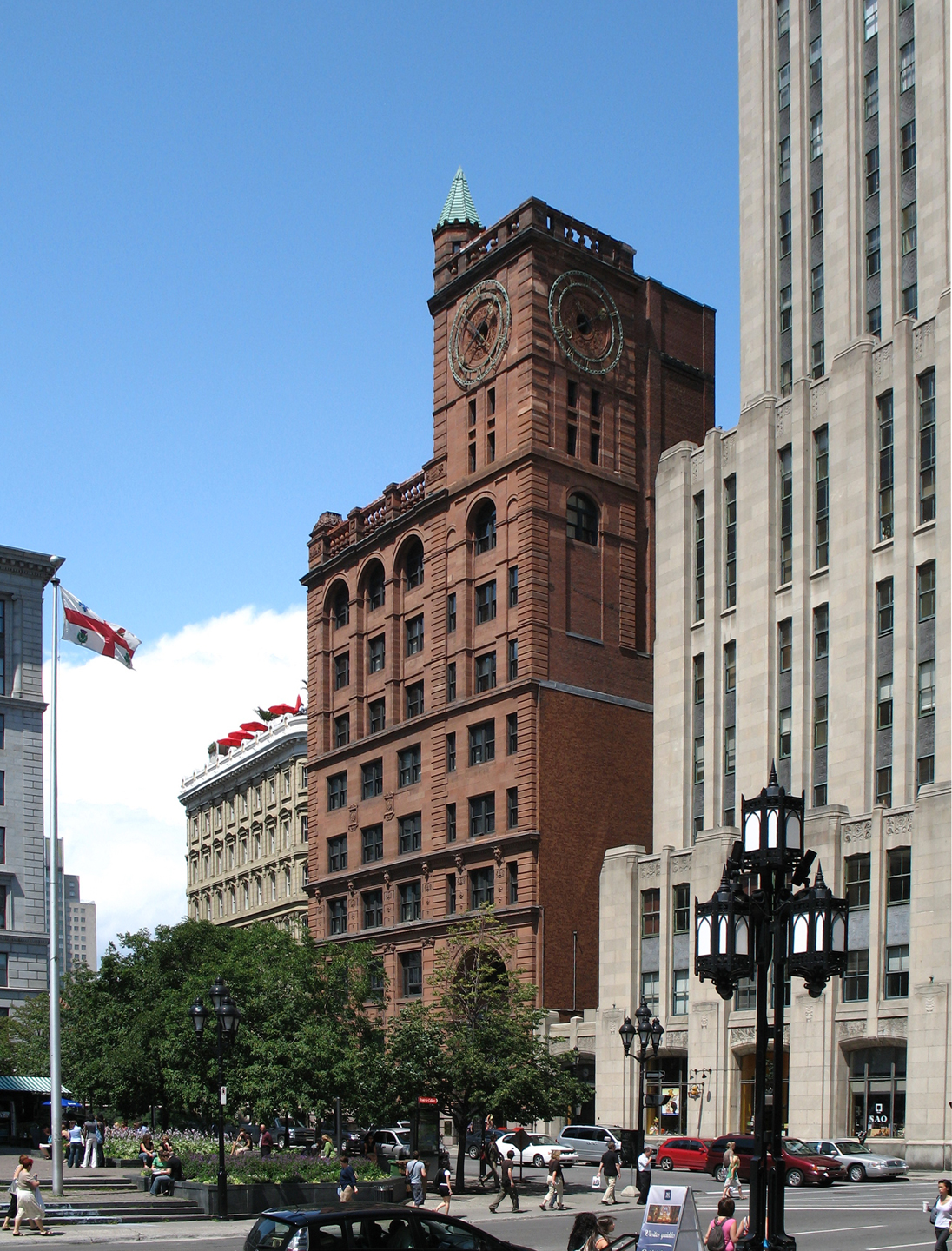
Les édifices New York Life et Aldred sur la place d'Armes
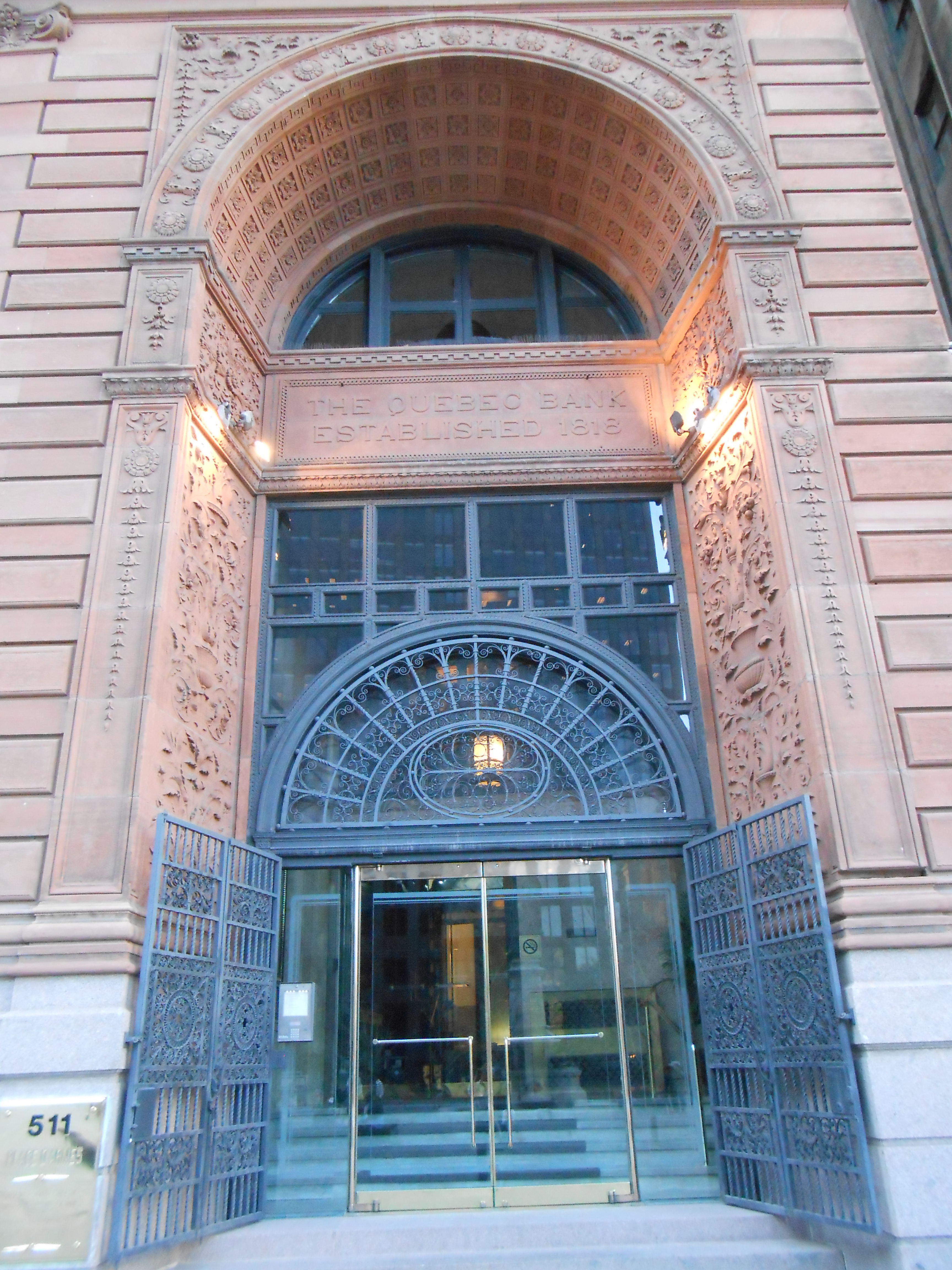
Entrée de l'édifice

## Sources
- Guy Pinard, Montréal, son histoire, son architecture, Éditions La Presse, 1987.
- Fiche du site web du Vieux-Montréal
- Article sur les gratte-ciels de l'Encyclopédie canadienne